# 黑鼠
黑鼠（學名：Rattus rattus）又稱玄鼠、家鼠、黑家鼠、屋顶鼠或大鼠。是鼠科大家鼠屬（Rattus）中的一種，原產於熱帶亞洲，大多分布于印度、東南亞、非洲、歐洲部份地區以及中国的江西、西藏、贵州、云南、海南、四川、江苏、广东、广西、福建、浙江、湖北等地，不過在古羅馬時期就已經散佈到西亞，到了6世紀時，已經進入歐洲。主要生活於較溫暖的地帶。
其相近物種褐鼠（Rattus norvegicus）則生活於較冷的區域。
黑鼠多见于家舍以及田野。该物种的模式产地在瑞典。
國際自然保護聯盟物種存續委員會的入侵物種專家小組（ISSG）列為世界百大外來入侵種。

## 亚种
- 屋顶鼠尼泊尔亚种（學名：Rattus rattus brunneusculus），Hodgson于1845年命名。分布在中国西藏（墨脱）等地。该物种的模式产地在尼泊尔。[4]
- 屋顶鼠海南亚种（學名：Rattus rattus hainanicus），G. Allen于1926年命名。分布在中国海南等地。该物种的模式产地在海南。[5]
- 屋顶鼠滇西亚种（學名：Rattus rattus sladeni），Anderson于1879年命名。分布在台湾及中国大陸的江西、广西、贵州、云南、四川、江苏、广东、福建、浙江、湖北等地。该物种的模式产地在云南盈江蚌西。[6]